# Heteroderma
Heteroderma Foslie, 1909  é o nome botânico  de um gênero de algas vermelhas pluricelulares da família Corallinaceae, subfamília Corallinaceae.

## Espécies
Atualmente apresenta 4 espécies taxonomicamente válidas:
- Heteroderma gibbsii (Setchell & Foslie) Foslie, 1909
- Heteroderma jugatum (Foslie) De Toni, 1924
- Heteroderma parvicarpa E.Y. Dawson, 1960
- Heteroderma subtilissimum (Foslie) Foslie, 1909